# 黄尾冕蜂鸟
黄尾冕蜂鸟（学名：Boissonneaua flavescens）是雨燕目蜂鸟科的一种鸟类。
黄尾冕蜂鸟体重约8.2克，翼长约75.2毫米，嘴峰长约20.9毫米，喙宽度约2.7毫米，喙厚度约2.4毫米，跗蹠长约6.4毫米，尾长约48.4毫米。黄尾冕蜂鸟在其分布区内为留鸟，其栖息在密集的高大树木组成的森林中，食性为草食性，主要食物来源是植物的花蜜。

## 亚种
- ：分布于哥伦比亚和委内瑞拉西部梅里达州的安第斯山脉。
- ：分布于哥伦比亚西南部和邻近的厄瓜多尔西北部的安第斯山脉。[4]